# Antonio Núñez
Antonio Núñez Tena (* 15. Januar 1979 in Madrid) ist ein ehemaliger spanischer Fußballspieler.

## Karriere
Antonio Núñez begann seine Fußballerkarriere bei den relativ unbekannten spanischen Clubs CD San Federico und CD Las Rosas. Dort machte er die zweite Mannschaft von Real Madrid auf sich aufmerksam, zu der er 2001 wechselte. Nach zwei Jahren wurde er in die erste Mannschaft der "Königlichen" berufen, wo er sich jedoch nicht durchsetzen konnte und bereits nach einem Jahr wieder den Verein verließ. Es zog ihn für die Saison 2003/04 zum großen englischen Club FC Liverpool, bei dem er zunächst durch eine schwere Knieverletzung zurückgeworfen wurde und fast drei Monate fehlte. Dennoch gelang ihm im Ligapokal-Finale beim 3:2 gegen FC Chelsea ein Tor und er gewann als Auswechselspieler mit Liverpool die UEFA Champions League. 2005 zog es ihn zum damaligen spanischen Aufsteiger Celta Vigo, mit dem er 2007 jedoch aus der ersten Liga abstieg.
Nach einem durchwachsenen Jahr zog es den Mittelfeldspieler im Sommer 2008 zu Erstliga-Absteiger Real Murcia.